# Normal !
 (mars 2012).
Si vous disposez d'ouvrages ou d'articles de référence ou si vous connaissez des sites web de qualité traitant du thème abordé ici, merci de compléter l'article en donnant les références utiles à sa vérifiabilité et en les liant à la section « Notes et références ».
Pour plus de détails, voir Fiche technique et Distribution.
Normal ! est un film du réalisateur algérien Merzak Allouache sorti en 2012. Il a remporté le Prix du meilleur film au festival du film de Doha Tribeca.

## Fiche technique
- Long métrage de fiction
- Genre : comédie politique
- Langue de tournage : arabe (VOSTF)
- Année de production : 2011
- Ingénieur du son : Ali Mahfiche
- Sortie en salle (France) : 21 mars 2012
- Durée : 111 minutes
- Format de projection : DCP 2K / BLU-RAY / DVD
- Visa d’exploitation : 132826